# Антоніна Осиповичева
Антоніна Осиповичева (до шлюбу чеськ. Antonie Skřivanová; 5 травня 1855, Прага, Чехія — 22 листопада 1926, Львів) — українська драматична акторка чеського походження, співачка (сопрано). Псевдонім — Танська.

## Життєпис
Від 1858 — у м. Тернополі, де минули дитячі та юнацькі роки.
Виступала в польській мандрівній трупі. Дебютувала в оперетці «Жаки», а опісля з великим успіхом виконала роль Марії у французькій мелодрамі «Дві сироти».
1917 — в трупі «Тернопільські театральні вечори», 1918 — в театрі товариства «Руська бесіда» у Львові, 1919 — в українському театрі у м. Чернівцях.
Основні ролі:
- Терпилиха («Наталка Полтавка» І. Котляревського),
- Стеха («Назар Стодоля» Т. Шевченка),
- Анна («Украдене щастя» І. Франка),
- Івга («Чорноморці» М. Лисенка),
- Чіпра («Циганський барон» Й. Штрауса).

Антоніна Осиповичева була першою виконавицею ролі Анни в «Украденому щасті» І. Франка (1893). На виставі був присутній автор і прихильно оцінив артистів.
Померла Антоніна Осиповичева 22 листопада 1926 року у Львові. Похована на 53 полі Личаківського цвинтаря.